# Йоці Папої
Йожеф «Йоці» Пáпої (угор. Pápai József; нар. 22 вересня 1981, Тата, медьє Комаром-Естергом, Угорщина) — угорський співак, репер та гітарист ромського походження. Він представляв Угорщину на 62-му пісенному конкурсі «Євробаченні» з піснею «Origo», де посів 8 місце. Вдруге представив свою країну на Євробаченні 2019 з піснею «Az én apám», проте не зміг досягти фіналу.

## Життя і творчість

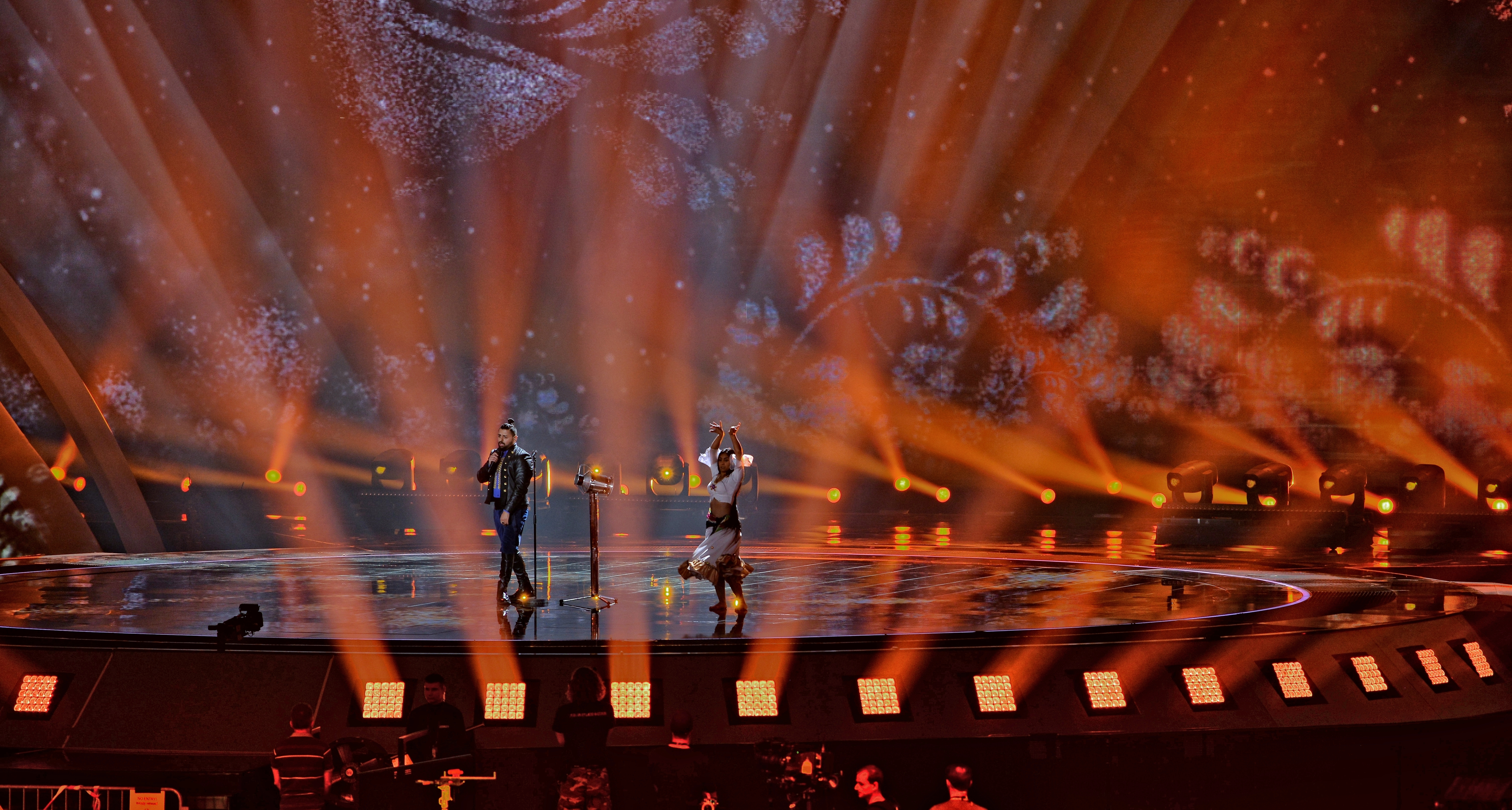
Йоці Папої на репетиції Євробачення 2017, Київ, Україна

На початку 2017 року Папої став переможцем національного відбору «A Dal», завдяки чому отримав право представляти Угорщину на 62-му пісенному конкурсі Євробачення, що відбувся у Києві, з піснею «Origo». За підсумками голосування співак посів 8 місце з 200-ми балами.
У виступі Угорщини на конкурсі 2017 року також брали участь Александра Віраґ (танець) та Емеше Капчош (скрипка).
У 2019 році знову був обраний представником своєї країни на конкурсі Євробачення, що пройшов у Тель-Авіві, Ізраїль. Проте цього разу співаку посів 12-те місце у півфіналі з 97 балами та не зміг досягти фіналу конкурса.

## Дискографія
- Ne nézz így rám
- Nélküled
- Rabolj el (2011)
- Nekem ez jár (2013)
- Mikor a test örexik (2015)
- Elrejtett világ (2015)
- Senki más (2016)
- Origo (2016)
- Az én apám (2019)